# Claude Ndam
Pour les articles homonymes, voir Ndam (homonymie).
Claude Ndam est un auteur compositeur interprète camerounais, surnommé  le « griot moderne Bamoun ». Il est né le 27 mai 1955 à Foumban au Cameroun et mort le 12 juin 2020 à Yaoundé.

## Biographie
| Vidéos externes |                                                            |
|                 | "Oh Oh Oh" https://www.youtube.com/watch?v=6UM9m77PxI4     |
|                 | "Mona La Veve" https://www.youtube.com/watch?v=jOehnXNFIWU |
|                 | "U Nguo Ya" https://www.youtube.com/watch?v=IAZ2EKA2QRs    |

### Enfance et débuts
Claude Ndam est originaire de l’Ouest du Cameroun, en pays Bamoun plus précisément de Foumban. 

### Carrière
Claude Ndam devient artiste-musicien, poète et auteur-compositeur. Il devient célèbre dans les années 1980 par les chansons 
- Oh Oh Oh
- C'est toi que j'aime
- Mona La Veve
- U Nguo Ya[6]